# Rolls-Royce Silver Cloud
La Silver Cloud è un'autovettura prodotta dalla casa britannica Rolls-Royce in 3 serie, dall'aprile del 1955 al marzo del 1966. Ha preso il posto della Silver Dawn ed è stata sostituita dalla Silver Shadow.
Anche per la Silver Cloud ci fu la condivisione di molte parti meccaniche dei modelli Rolls Royce con la consociata Bentley. Più precisamente, la vettura era molto simile alla Bentley S1, tranne che per la forma del radiatore. Il design era molto diverso dai modelli pre-bellici ed era profondamente ispirato alla Silver Dawn, perlomeno per la prima serie.

## Silver Cloud I
Questo modello fu prodotto dal 1955 al 1959. La vettura era una berlina lunga 5384 mm. Collegata al modello era la Bentley S1.
Il motore era a sei cilindri in linea con valvole di aspirazione in testa e di scarico laterali e aveva una cilindrata di 4887 cm³,in seguito con due carburatori. La trasmissione era automatica a quattro rapporti più retromarcia, di origine americana General Motors.
Il telaio era una struttura in acciaio saldato ed aveva una configurazione particolarmente rigida. La costruzione della vettura era ancora divisa tra il telaio in acciaio pressato e la carrozzeria in alluminio (la scocca portante non sarebbe arrivata prima della Rolls-Royce Silver Shadow). I freni erano idraulici assistiti da un servofreno meccanico. Le sospensioni erano sull'avantreno a ruote indipendenti con molle elicoidali, mentre sul retrotreno erano a balestra semiellittica. Il servosterzo diventò optional nel 1956 insieme all'aria condizionata. Fu commercializzata anche una versione allungata di 102 mm.
Il 18 gennaio 1956 la vettura fu provata dal periodico The Motor. L'esemplare utilizzato raggiunse la velocità massima di 165.6 km/h. Accelerò da 0 a 97 km/h in 13.5 secondi. La vettura provata nei test consumava 19.5 litri ogni 100 km. Il modello utilizzato nel test costava 5078 sterline tasse incluse.

## Silver Cloud II

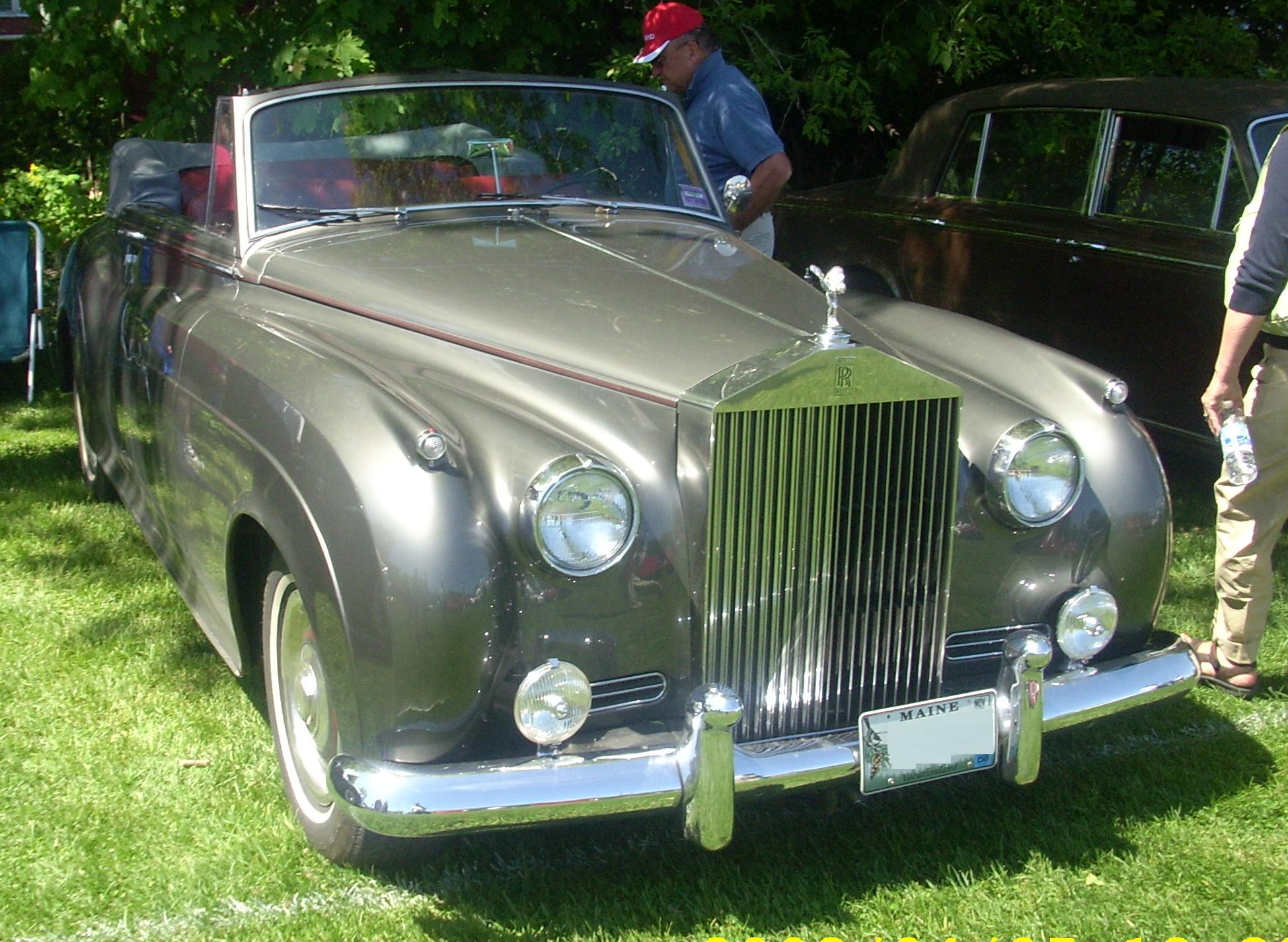
Una Rolls-Royce Silver Cloud II del 1961

Il modello fu prodotto dal 1959 al 1962. Questa versione della grande berlina si distinse per il motore diventato V8 e  passato da una cilindrata di 4887 ad una di 6230 cc.
La lunghezza della vettura fu aumentata da 5.384 a 5410 mm. Per il resto le modifiche rispetto alla prima serie del modello furono minime. Le performance, rispetto alla Silver Cloud I, furono migliorate. La velocità massima toccava i 183 km/h, ma le principali migliorie stavano nell'accelerazione e nell'erogazione della coppia motrice. Il servosterzo divenne di serie e gli alzacristalli elettrici erano disponibili come optional. Collegato al modello era la Bentley S2.
Anche questa versione della Silver Cloud fu provata dal periodico The Motor. La prova ebbe luogo il 18 maggio 1960. L'esemplare utilizzato raggiunse la velocità massima di 168.5 km/h. Accelerò da 0 a 97 km/h in 10.9 secondi. La vettura provata nei test consumava 22 litri ogni 100 km. Il modello utilizzato nel test costava 6092 sterline tasse incluse.
La vettura fu commercializzata, oltre che in versione berlina, anche nelle varianti 2 porte cabriolet e coupé.

## Silver Cloud III

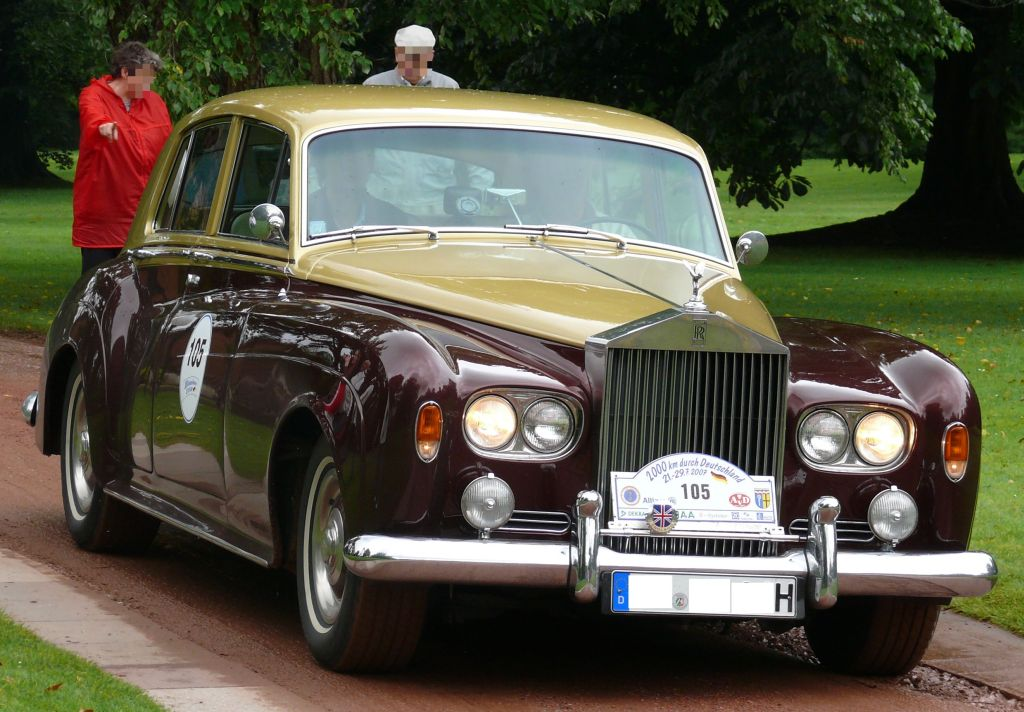
Una Rolls-Royce Silver Cloud III

La Rolls-Royce Silver Cloud III fu prodotta tra il 1963 ed il 1966. La vettura montava lo stesso motore della Silver Cloud II. Le dimensioni esterne erano leggermente ridotte, gli interni ridisegnati, il peso ridotto di poco più di 100 kg e le migliorie al motore incrementarono leggermente le prestazioni della vettura. I fari anteriori furono modificati in doppi fanali, simile alla Silver Shadow, un modello che la Casa voleva fortemente fin dalla fine degli anni '50. Questi doppi fanali anteriori furono la prima radicale innovazione introdotta dalla Rolls-Royce, sulla strada di più marcate novità che avrebbero portato la casa automobilistica britannica alla rivisitazione completa delle vetture, sia a livello estetico che tecnico.
Il cofano del motore è molto particolare: si apre a ventaglio.
Anche la Silver Cloud III fu commercializzata, oltre che in versione berlina, anche nelle varianti 2 porte cabriolet e coupé. Collegato al modello era la Bentley S3.
Un modello degno di nota, ma non particolarmente considerato nell'ambiente delle vetture classiche, si ritrova negli esemplari carrozzati da Mulliner Park Ward, prodotti in circa 100 unità, tra cui una cabriolet appartenuta per quattro anni a Peter Sellers ed un'altra appartenuta a Lucille Ball.

## Produzione
- Silver Cloud I: 2238
- Silver Cloud I versione allungata: 85
- Silver Cloud I altre versioni (cabriolet, coupé, ecc): 121
- Silver Cloud II: 2417
- Silver Cloud II I versione allungata: 258
- Silver Cloud II altre versioni (cabriolet, coupé, ecc): 107
- Sliver Cloud III: 2044
- Silver Cloud III I versione allungata: 206
- Silver Cloud III altre versioni (cabriolet, coupé, ecc): 328

## Galleria d'immagini

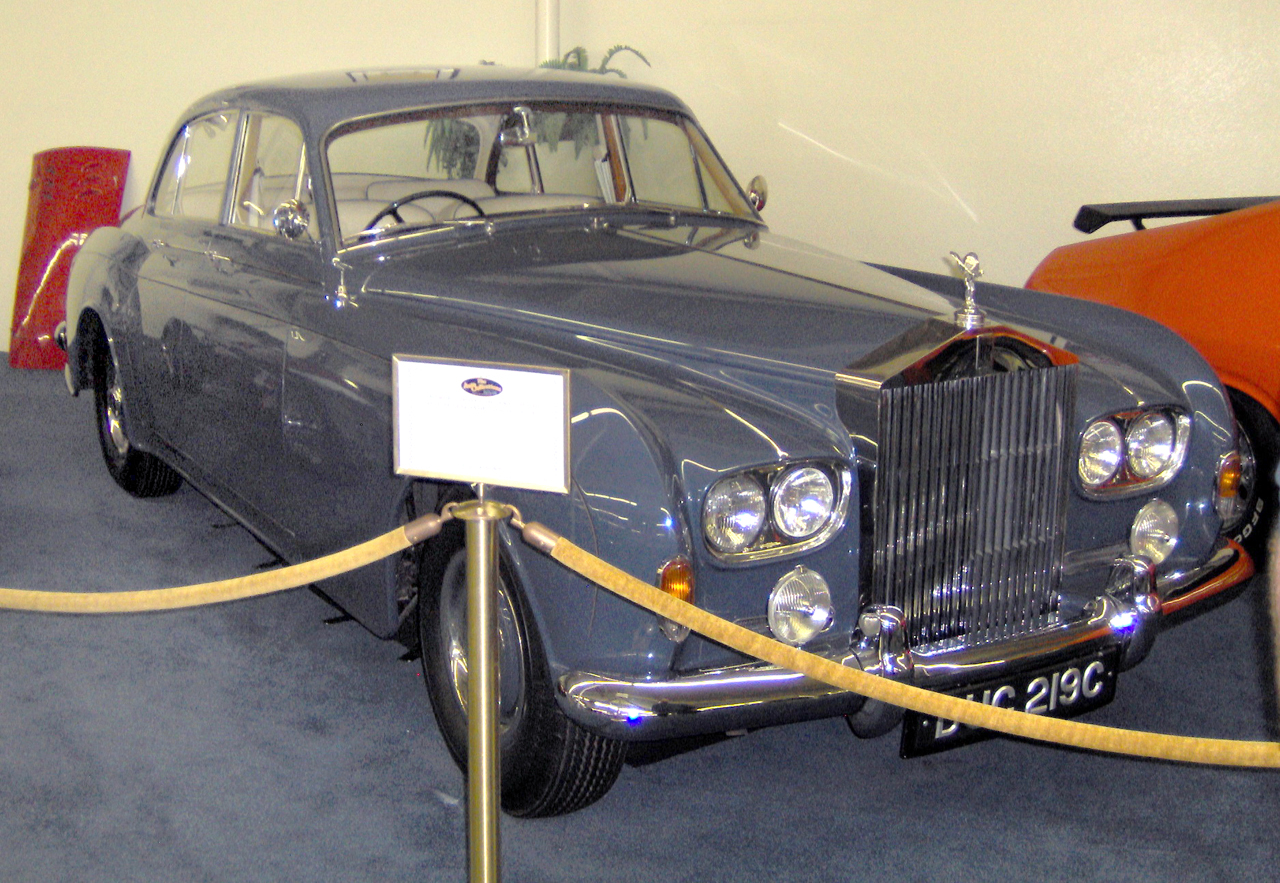
Una Rolls-Royce Silver Cloud III carrozzata James Young (1965).
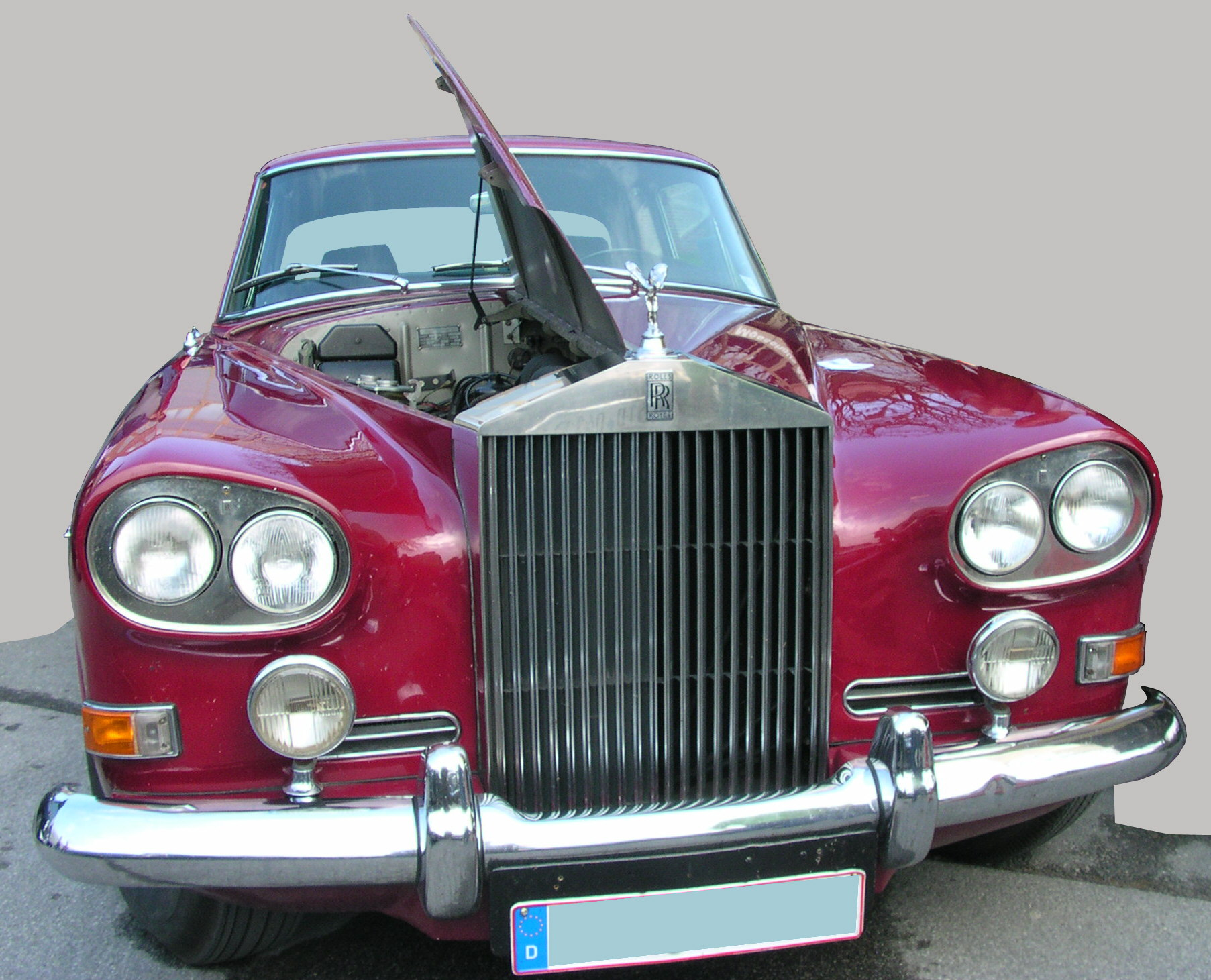
Una Rolls-Royce Silver Cloud III Convertible carrozzata Mulliner Park Ward, nota anche come Chinese eyes (1964).